# Barzilovica
Barzilovica (izvirno srbsko Барзиловица) je naselje v Srbiji, ki upravno spada pod Mestno občino Lazarevac; slednja pa je del Mesta Beograd.

## Demografija
V naselju, katerega izvirno (srbsko-cirilično) ime je Барзиловица, živi 736 polnoletnih prebivalcev, pri čemer je njihova povprečna starost 44,0 let (42,9 pri moških in 45,1 pri ženskah). Naselje ima 272 gospodinjstev, pri čemer je povprečno število članov na gospodinjstvo 3,22.
To naselje je, glede na rezultate popisa iz leta 2002, večinoma srbsko.
|  |

| Demografija | Demografija     | Demografija     |
| Leto        | Št. prebivalcev | Št. prebivalcev |
| ----------- | --------------- | --------------- |
|             |                 |                 |
|             |                 |                 |
|             |                 |                 |
|             |                 |                 |
| 1948        | 1144            |                 |
| 1953        | 1127            |                 |
| 1961        | 1108            |                 |
| 1971        | 1101            |                 |
| 1981        | 1041            |                 |
| 1991        | 1040            | 1015            |
| 2002        | 890             | 877             |
|             |                 |                 |

| Etnična sestava po popisu iz leta 2002 | Etnična sestava po popisu iz leta 2002 | Etnična sestava po popisu iz leta 2002 | Etnična sestava po popisu iz leta 2002 | Etnična sestava po popisu iz leta 2002 |
| -------------------------------------- | -------------------------------------- | -------------------------------------- | -------------------------------------- | -------------------------------------- |
| Srbi                                   | Srbi                                   |                                        | 875                                    | 99,77%                                 |
| Črnogorci                              | Črnogorci                              |                                        | 1                                      | 0,11%                                  |
| Neznano                                | Neznano                                |                                        | 1                                      | 0,11%                                  |